# مارك كورتيس
مارك كورتيس (بالإنجليزية: Mark Curtis) هو صحفي أمريكي، ولد في 1959 في ميلواكي في الولايات المتحدة.